# Shahed 238
Le Shahed 238 est une munition rôdeuse iranienne propulsée par turboréacteur. Il a été présenté par le Corps des gardiens de la révolution islamique (CGRI) lors d’une exposition en novembre 2023,. Il est adapté par la Russie sous le nom de Geran-3.

## Conception
En septembre 2023, une bande-annonce d’un documentaire de la télévision d’État iranienne sur le développement des drones iraniens a révélé l’existence d’une version du Shahed 136 propulsée par un moteur à réaction,. Le nouveau drone a été dévoilé publiquement en novembre 2023 lors d’une exposition de réalisations aérospatiales organisée par le CGRI, à laquelle a assisté le guide suprême iranien Ali Khamenei. Trois modèles ont été présentés dans une palette de couleurs noires, bien que l’on ne sache pas s’il s’agit d’un matériau absorbant les ondes radars ou simplement d’un schéma de camouflage pour les opérations de nuit.
Comparé au Shahed-136 à hélice ayant une vitesse d’environ 180 km/h, le Shahed-238 propulsé par le moteur Toloue-10 micro-turboréacteur 896 peut atteindre des vitesses de 500 à 700 km/h. Lors de l’invasion de l'Ukraine par la Russie, il n’existe aucune donnée vérifiable concernant le pourcentage de Shahed 131/136 qui ont été abattus par des canons antiaériens rudimentaires, malgré leur petite taille et leurs attaques massives, en raison de leur faible vitesse. Du fait de sa vitesse, un drone d’attaque à réaction (OWA-UAV) est plus difficile à intercepter par de tels moyens, mais les gaz d’échappement du turboréacteur lui donnent une plus grande signature infrarouge et le rendent plus vulnérable aux missiles à tête chercheuse infrarouge. Le groupe motopropulseur différent augmente le coût par rapport au Shahed-136 (estimé à 70 000 euros, soit quatre fois plus que celui-ci), mais il est toujours moins cher que les missiles de croisière traditionnels ainsi que les missiles sol-air (SAM) qui seraient tirés sur lui. Il emporte 300 kg d'explosif, sa portée est de 2 500 km.
Les trois Shahed-238 ont été équipés de différents systèmes de guidage : navigation par satellite de base/INS pour atteindre des cibles fixes, une tête chercheuse radar et un capteur électro-optique / infrarouge. La tête chercheuse radar peut être destinée à la recherche du rayonnement électromagnétique des radars pour effectuer la suppression ou destruction des défenses aériennes ennemies (SEAD/DEAD) ou être une recherche active pour frapper des cibles en mouvement. Le capteur EO/IR pourrait être utilisé pour se concentrer de manière autonome sur les sources de chaleur ou permettre un contrôle direct du drone par un opérateur.